# JR貨物U54A形コンテナ
JR貨物U54A形コンテナ（JRかもつU54Aがたコンテナ）は、日本貨物鉄道（JR貨物）輸送用として籍を編入している30ft・31ft私有コンテナ（有蓋コンテナ）である。製造は東急車輛製造（以下東急、現・総合車両製作所）の大阪製作所（後に和歌山に移転）及び和歌山製作所（現・和歌山事業所）と中国国際海運集装箱（以下CIMC）。
形式の数字部位 「 54 」は、コンテナの容積を元に決定される。このコンテナ容積54㎥の算出は、厳密には端数四捨五入計算の為に、内容積53.5 - 54.4㎥の間に属するコンテナが対象となる。
また形式末尾のアルファベット一桁部位 「 A 」は、コンテナの使用用途（主たる目的）が 「 普通品の輸送 」を表す記号として付与されている。

## 特記事項
- カンガルーライナーSS60

大阪府／吹田(タ) ⇔ 宮城県／仙台(タ)間で、2018年5月7日より特定時間帯の貨物列車20両編成のうち、往復ともに夫々で15両分の枠を西濃運輸専用枠として通年を通して借り上げた。この15両の借り上げ枠で、片道辺り30 ft級の各種コンテナ（現在は、汎用コンテナのみ）を、最大30個（往復60個）輸送する計画として名付けられた。『 SS60 』の由来は、ローマ字読みで吹田と、仙台との頭文字に、往復で60個運べると言う意味合いを組み合わせている。。
- カンガルーライナーNF64

愛知県／名古屋(タ) ⇔ 福岡県／福岡(タ)間で、2021年3月29日より特定時間帯の貨物列車24両編成のうち、往復ともに夫々で16両分の枠を西濃運輸専用枠として通年を通して借り上げた。この16両の借り上げ枠で、片道辺り30 ft級の各種コンテナ（現在は、汎用コンテナのみ）を、最大32個（往復64個）輸送する計画として名付けられた。『 NF64 』の由来は、ローマ字読みで名古屋と、福岡との頭文字に、往復で64個運べると言う意味合いを組み合わせている。。

## 番台毎の概要

### 30000番台

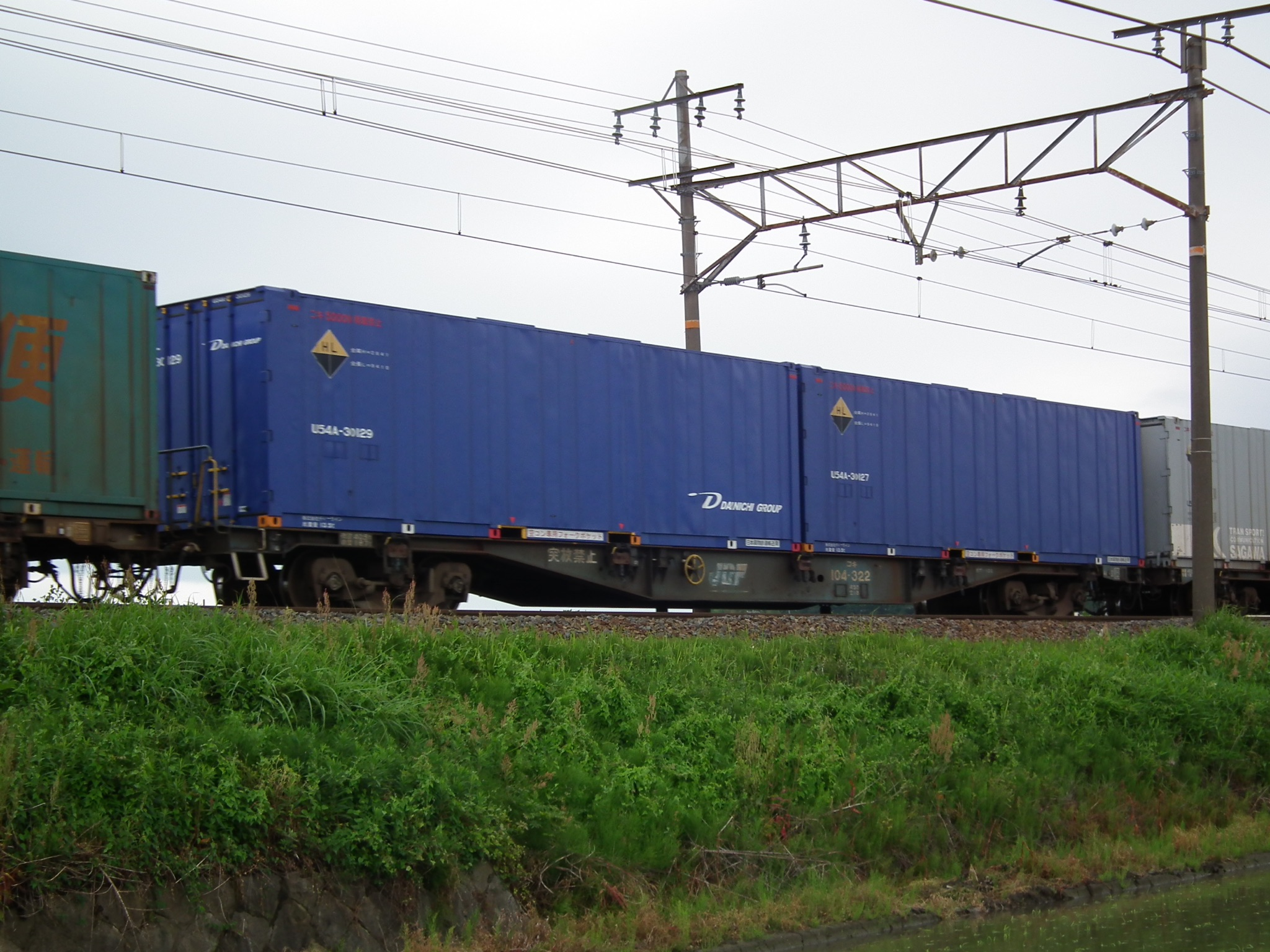
ダイニチ所有。

30001 - 30060（60個）
佐川急便所有。総重量11.5t。全高2,641mm（規格外）、全長9,410mm（規格外）。コキ50000系列への積載禁止。東京貨物ターミナル駅 - 安治川口駅間のみで運用されている。積み込み口は、片妻側開き仕様。
製造は東急大阪製作所（2003年）。
M250系電車（スーパーレールカーゴ）に専ら積載されているコンテナ。そのため「ギャラクシーカラー」の塗装である。2013年12月頃？にデザインが変更されている。
所有者はかつては東日本運輸興業であったが、その後2005年（平成17年）に佐川ギャラクシーハイウェイズ所有となり、2007年（平成19年）より佐川急便の所有となっている。現在は、将来のスワップボディー輸送化に備えて後継機種として、新たに配備されたU50A-30000～に置き換わり、全て廃コンとなっている。

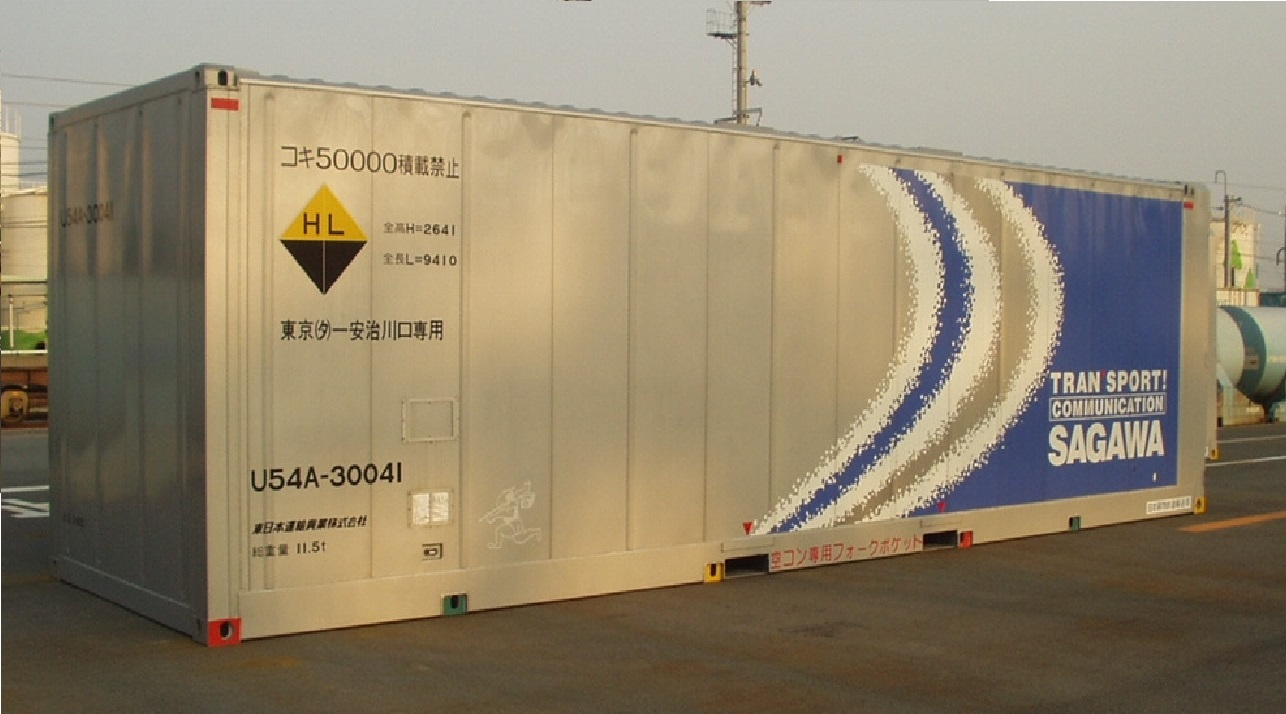
U54A-30041 東日本運輸興業（現、佐川急便）所有。 (ギャラクシーカラー)
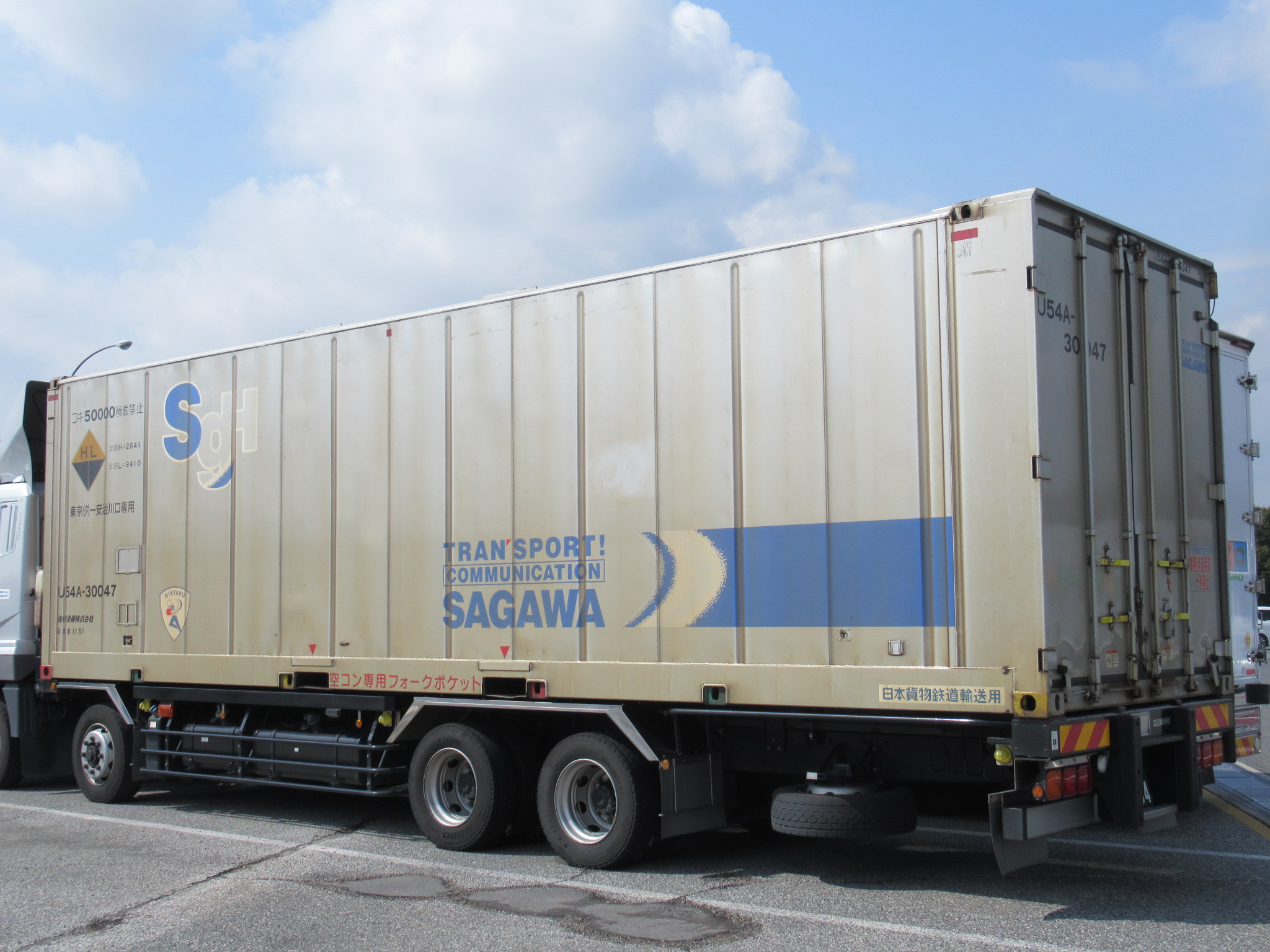
U54A-30047 佐川急便所有。 (新塗装)

30061 - 30064（4個）
日本フレートライナー所有（西濃運輸借受）。総重量13.5t。全高2,641mm（規格外）、全長9,410mm（規格外）。コキ50000形積載禁止。隅田川駅・越谷貨物ターミナル駅 - 札幌貨物ターミナル駅間のみで運用されている。積み込み口は、片妻側開き仕様。
製造は東急大阪製作所。
30065 - 30076（12個）
北海道西濃運輸所有。総重量13.5t。全高2,641mm（規格外）、全長9,410mm（規格外）。コキ50000形積載禁止。隅田川駅・越谷貨物ターミナル駅 - 札幌貨物ターミナル駅間のみで運用されている。積み込み口は、片妻側開き仕様。
製造は東急大阪製作所。
30077 - 30080（4個）
ブリヂストン物流所有。全高2,641mm（規格外）、全長9,410mm（規格外）。コキ50000形積載禁止。積み込み口は、片妻側開き仕様。2019年までにU54A-38000番代に置き換えられた。
製造は東急和歌山製作所。元BS物流所有

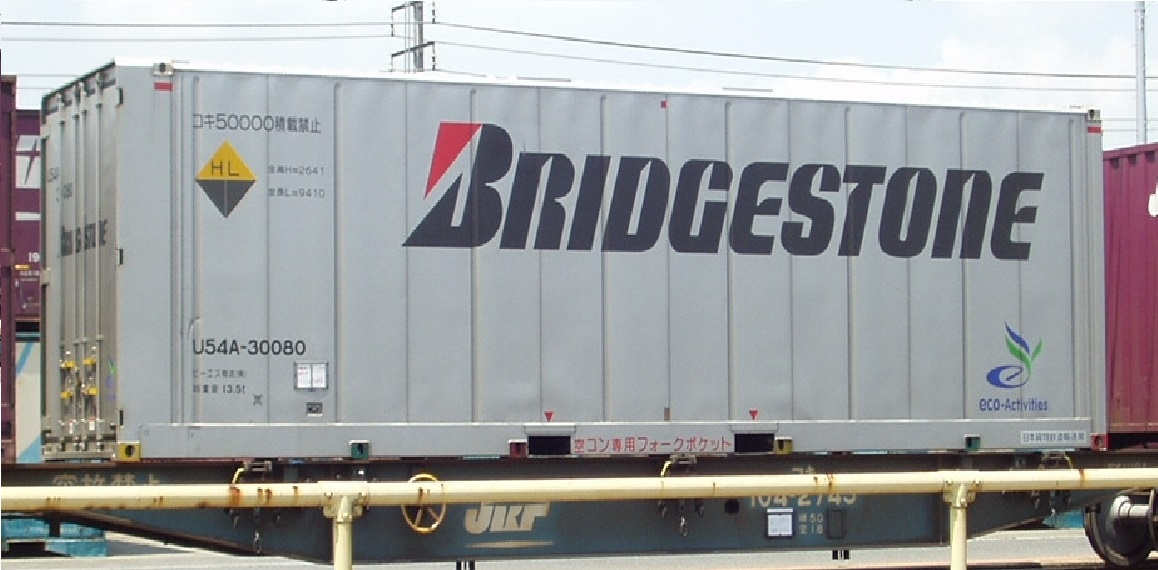
U54A-30080 ブリヂストン物流所有。

30081 - 30084（4個）
佐川急便所有。総重量11.5t。全高2,641mm（規格外）、全長9,410mm（規格外）。コキ50000系列への積載禁止。東京貨物ターミナル駅 - 安治川口駅間のみで運用されている。積み込み口は、片妻側開き仕様。
製造は東急和歌山製作所。
M250系電車（スーパーレールカーゴ）に専ら積載されているコンテナ。そのため「ギャラクシーカラー」の塗装である。2013年12月頃？にデザインが変更されている。
所有者はかつては東日本運輸興業であったが、その後2005年（平成17年）に佐川ギャラクシーハイウェイズ所有となり、2007年（平成19年）より佐川急便の所有となっている。現在は、将来のスワップボディー輸送化に備えて後継機種として、新たに配備されたU50A-30000～に置き換わり、全て廃コンとなっている。
30085
北海道西濃運輸所有。総重量13.5t。全高2,641mm（規格外）、全長9,410mm（規格外）。コキ50000形積載禁止。積み込み口は、片妻側開き仕様。
製造は東急和歌山製作所。
30086 - 30106（20個）
福山通運所有。全高2,641mm（規格外）、全長9,410mm（規格外）。コキ50000形積載禁止。積み込み口は、片妻側開き仕様。
製造は東急和歌山製作所。一部に「特認コンテナ」という表記がある。

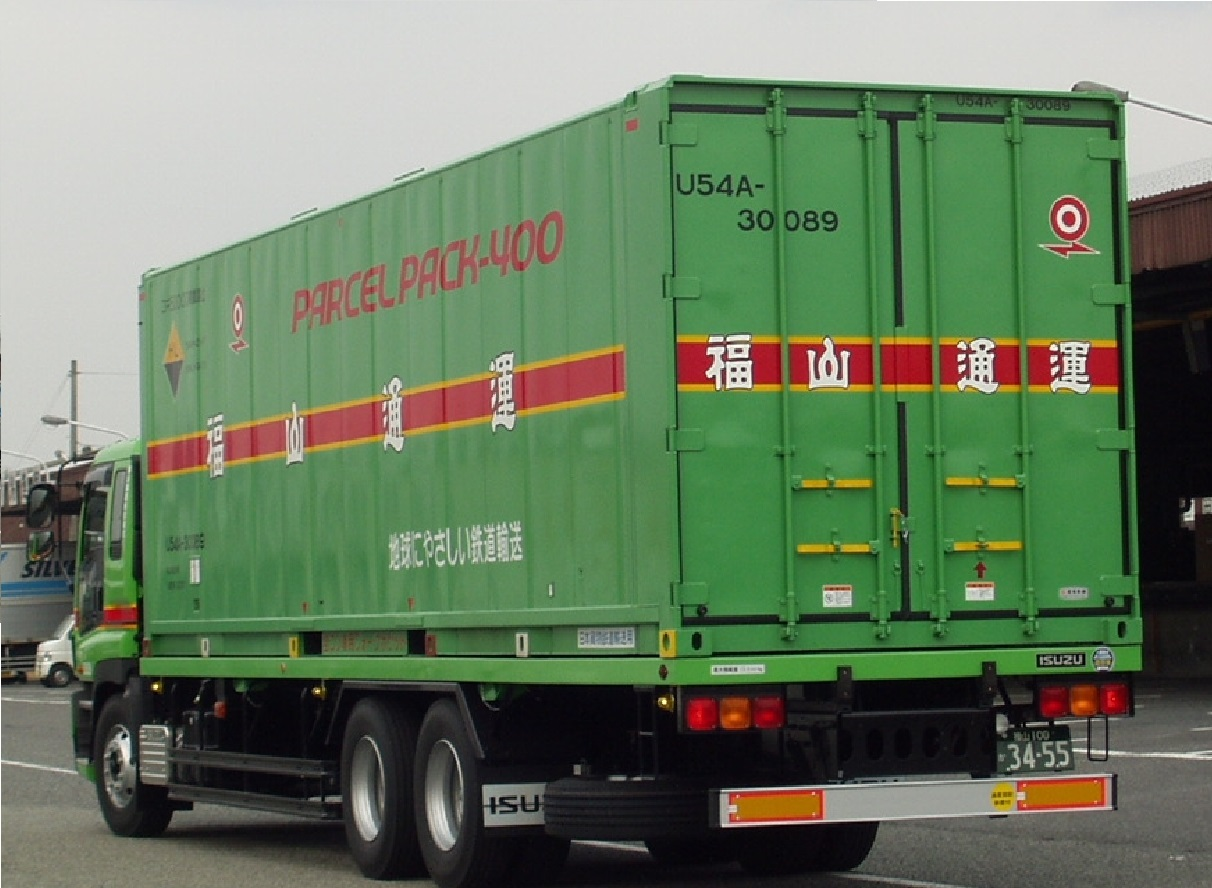
U54A-30089 福山通運所有。

30107 - 30125（18個）
北海道西濃運輸所有。全高2641mm(規格外)、全長9410mm(規格外)、総重量13.5t。積み込み口は、片妻側開き仕様。
30126 - 30135（10個）
ディーライン（ダイニチグループ）所有。全高2,641mm（規格外）、全長9,410mm（規格外）。コキ50000形積載禁止。積み込み口は、片妻側開き仕様。
製造はCIMC。登場時Dainichi groupロゴが無かった。2015年3月製造開始。
- ダイニチ所有。

30136 ・ 30137（2個）
ジェイアール貨物・南関東ロジスティクス所有。
余剰気味だったZ54A形からの編入と思われる。同社所有のU48A-30000の様なメディア広告コンテナとして使用される予定だったが使用されずに終わった。
30138 - 30147（10個）
ディーライン所有
30126-30135のグループより少しダイニチグループロゴが大きくなった。
30148 - 30277（130個）
福山通運所有。全高2,641mm（規格外）、全長9,410mm（規格外）。
2021年3付き23日より『福山レールエクスプレス』の第四弾として、安治川口駅～東北地区間の輸送用。積み込み口は、片妻側開き仕様。
製造は総合車両製作所。「特認コンテナ」という表記がある。

### 38000番台
38001 - 38003（3個）
北海道西濃運輸所有。総重量14.4t。全高2,641mm（規格外）、全長9,410mm（規格外）。積み込み口は、片妻側開き仕様。
製造は総合車両製作所和歌山製作所。
38004 - 38033（30個）
西濃運輸所有。トラックドライバー不足に伴うモーダルシフト用。総重量14.4t。全高2,641mm（規格外）、全長9,410mm（規格外）。積み込み口は、片妻側開き仕様。
製造は総合車両製作所和歌山製作所。

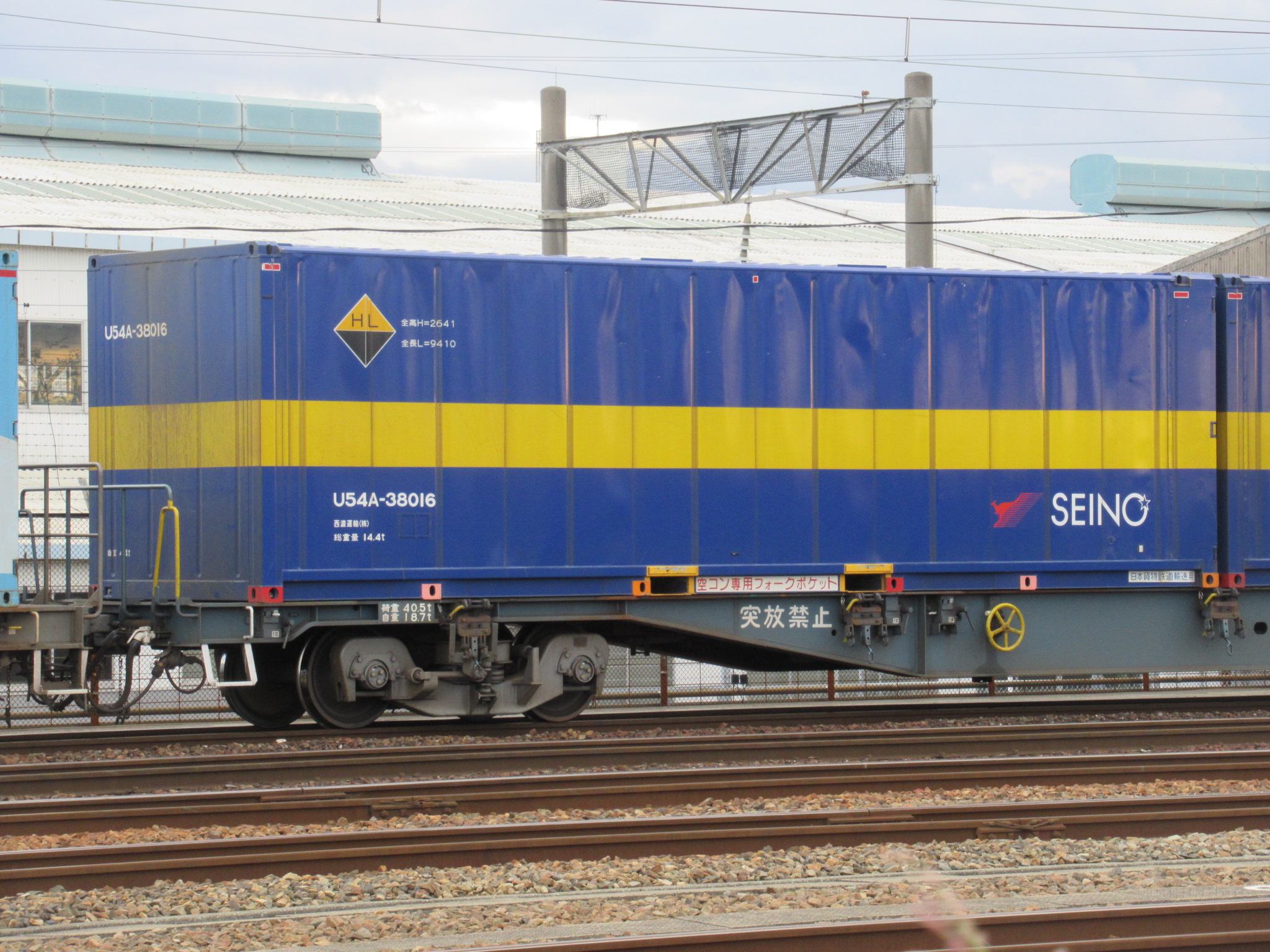
U54A-38016 西濃運輸所有。

38034 - 38036（3個）
北海道西濃運輸所有。片妻側開き仕様。
38037 - 38040（4個）
ブリヂストン物流所有。積み込み口は、片妻側開き仕様。同社所有のU54A-30000の置き換え用。

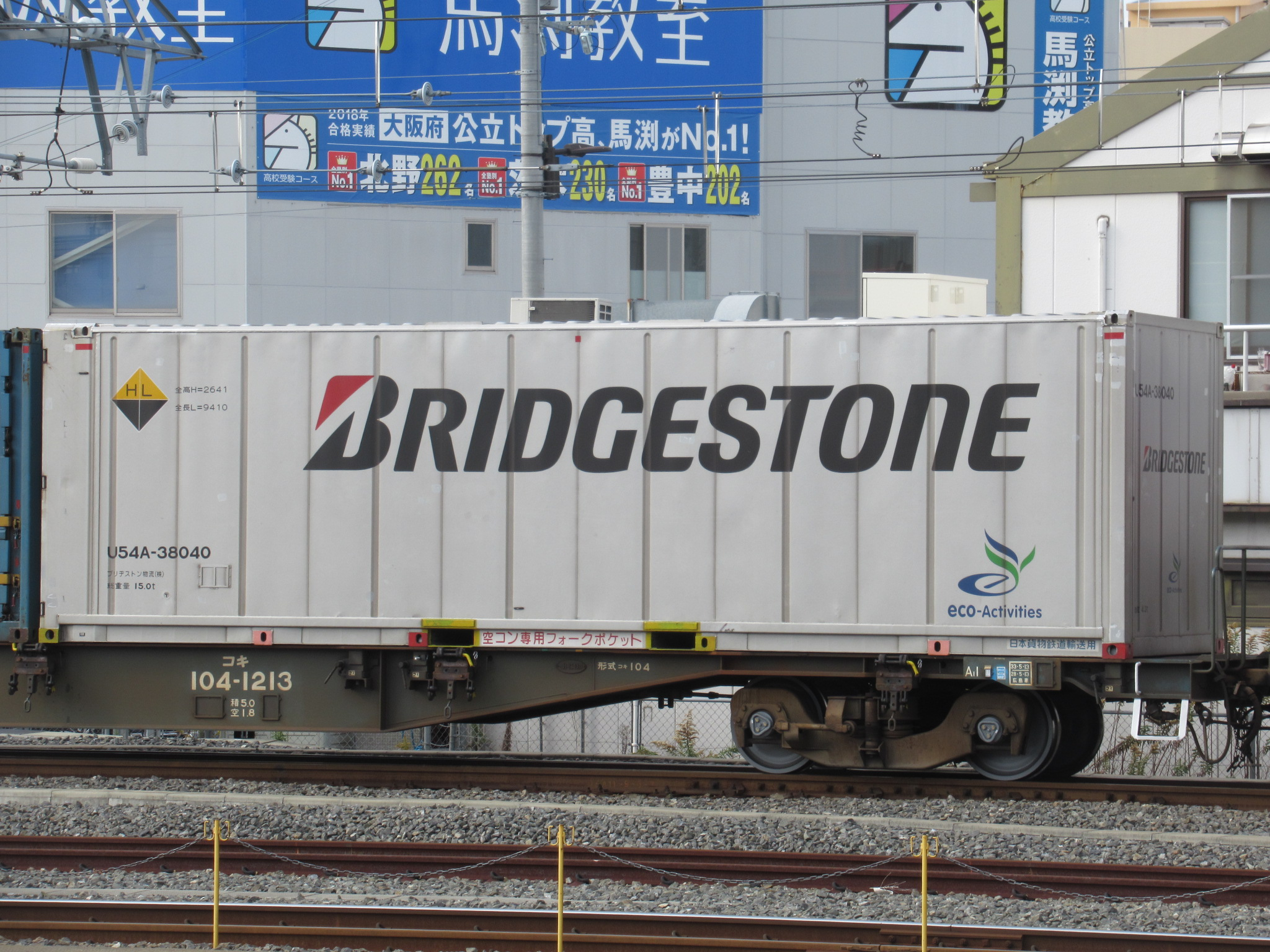
U54A-38040 ブリヂストン物流所有。

38041 - 38190（150個）
西濃運輸所有。『カンガルーライナーSS60』輸送用として配備。
製造は総合車両製作所和歌山製作所。積み込み口は、片妻側開き仕様。
38191 - 38193
北海道西濃運輸所有。片妻側開き仕様。
38194 - 38203（10個）
ディーライン（ダイニチグループ）所有。片妻側開き仕様。
38204 - 38207（4個）
ブリヂストン物流所有。積み込み口は、片妻側開き仕様。同社所有のU54A-30000番代の更なる置き換え用。
38208 - 38211（4個）
四国西濃運輸所有。積み込み口は、片妻側開き仕様。
38212 - 38214（3個）
北海道西濃運輸所有。片妻側開き仕様。
38215 - 38218（4個）
四国西濃運輸所有。積み込み口は、片妻側開き仕様。
38219 - 38328（110個）
西濃運輸所有。『カンガルーライナーNF64』輸送用として配備。積み込み口は、片妻側開き仕様。製造は総合車両製作所和歌山製作所。
※なお、サンリオとのコラボで『ハローキティ』が、2個（38243 ・ 38294）のみにラッピングされている。また一部個体には妻扉側にラッピングされているものもある（38293のみ？）
38329 - 38458
西濃運輸所有
『カンガルーライナーTF60』向けに増備。
38459 - 38468
北海道西濃運輸所有。
西濃運輸向けの個体と同じ塗装となった。
38469
西久大運輸倉庫所有。福岡貨物ターミナル駅～静岡貨物駅間で運用されていたU47A-38137の後継｡従来のUF42A/U47A/U51Aの白ベースの塗装から一変し西濃運輸/ディーラインみたいな紺色の塗装にSDGsに関連した派手なラッピングが施された。
38470～
西濃運輸所有。総合車両製作所構内で製造中の姿が少なくとも20個程確認された。

### 39500番台
39501 - 39508
日本梱包運輸所有（西濃運輸借受）。総重量11.5t。コキ100系積載限定。第1種積載限界適用。福岡貨物ターミナル駅 - 梅田駅 - 東京貨物ターミナル駅のみで運用。積み込み口は、片妻側開き仕様。
39509 - 39638（130個）
日本通運所有。日通商事製作。片妻側一方開き、両側フルウイング仕様。規格外・ハローマーク（ 全高2,773 mm = H 表記、全長9,410 mm = L 表記、最大総重量20.0 t = G ）表記あり。
※「54BIG ECO LINER 31」表記。